# Kafue
Kafue ist eine Stadt mit 104.174 Einwohnern (2022) auf etwa 1000 m Höhe am gleichnamigen Fluss in der Provinz Lusaka in Sambia. Sie ist Sitz der Verwaltung des gleichnamigen Distrikts.

## Infrastruktur
Kafue liegt an der Straße und Eisenbahnstrecke von Kitwe nach Livingstone. Eine Eisenbahnstrecke von Kafue über Chirundu nach Zave und Harare ist in Planung, eine Straße führt schon dorthin. Seit 1993 führt eine Brücke über den Fluss Kafue. Kafue liegt 200 Kilometer östlich vom Kafue-Nationalpark und 44 Kilometer südlich von Lusaka. Park und Stadt tragen ihren Namen wegen ihrer Lage am gleichnamigen Fluss.

## Tourismus
Kafue verfügt über ein Angebot touristischer Dienstleistungen mit Hotellerie und Gastronomie, das aber wenig genutzt wird. Mehrere Schutzgebiete sind von hier sehr gut zu erreichen, vor allem der nahe Lochinvar-Nationalpark. Etwa 40 km östlich liegt die Kafue-Talsperre mit See.

## Demografie
| Jahr | Einwohnerzahl |
| ---- | ------------- |
| 1963 | 2200          |
| 1969 | 6000          |
| 1974 | 19.600        |
| 1990 | 43.801        |
| 2000 | 45.890        |
| 2010 | 71.573        |
| 2022 | 104.174       |

## Söhne und Töchter der Stadt
- Moses Hamungole (1967–2021), Bischof von Monze
- Chisamba Lungu (* 1991), Fußballspieler
- Patson Daka (* 1998), Fußballspieler